# Gouvernement Ansip I
Pour les articles homonymes, voir Gouvernement Ansip.
 (août 2023).
Si vous disposez d'ouvrages ou d'articles de référence ou si vous connaissez des sites web de qualité traitant du thème abordé ici, merci de compléter l'article en donnant les références utiles à sa vérifiabilité et en les liant à la section « Notes et références ».
République d'Estonie
Parts Ansip II
Le gouvernement Ansip I (en estonien : Andrus Ansipi esimene valitsus) est le gouvernement de la république d'Estonie entre le 13 avril 2005 et le 5 avril 2007, durant la Xe législature du Riigikogu.
Il est dirigé par le nouveau Premier ministre libéral Andrus Ansip et repose sur une coalition tripartite entre l'EKE, l'ERE et l'ERL. Il est formé à la suite de la démission du conservateur Juhan Parts et reste en fonction jusqu'à la conclusion de la législature, deux ans plus tard. Il cède ainsi le pouvoir au gouvernement Ansip II.

## Historique du mandat
Dirigé par le nouveau Premier ministre libéral Andrus Ansip, précédemment ministre des Affaires économiques, ce gouvernement est constitué et soutenu par une coalition de centre droit entre le Parti du centre d'Estonie (EKE), le Parti de la réforme d'Estonie (ERE) et l'Union populaire estonienne (ERL). Ensemble, ils disposent de 60 députés sur 101, soit 59,4 % des sièges du Parlement.
Il est formé à la suite de la démission du Premier ministre conservateur Juhan Parts, au pouvoir depuis avril 2003.
Il succède donc au gouvernement Parts, constitué et soutenu par une coalition de centre droit entre Res Publica (RP), l'ERE et l'ERL.
Le 21 mars 2005, le Riigikogu adopte une motion de défiance contre le ministre de la Justice Ken-Marti Vaher. Ayant lié son sort à Vaher, Parts remet sa démission au président de la République Arnold Rüütel trois jours plus tard.
L'année suivante, l'ancien ministre social-démocrate des Affaires étrangères Toomas Hendrik Ilves est élu président de la République par un collège électoral, défaisant le chef de l'État sortant.
Le Parti de la réforme ayant remporté les élections législatives du 4 mars 2007, Ansip est invité par Ilves à constituer une majorité. Étant parvenu à un accord avec l'Union de la patrie et Res Publica (IRL) et le Parti social-démocrate (SDE), il forme son deuxième gouvernement un mois plus tard.

## Composition
| Fonction                                                | Titulaire | Titulaire                                        | Parti |
| ------------------------------------------------------- | --------- | ------------------------------------------------ | ----- |
| Premier ministre                                        |           | Andrus Ansip                                     | RE    |
| Ministre de l'Éducation et de la Recherche              |           | Mailis Reps                                      | KE    |
| Ministre de la Justice                                  |           | Rein Lang                                        | RE    |
| Ministre de la Défense                                  |           | Jaak Jõerüüt (jusqu'au 10/10/2005) Jürgen Ligi   | RE    |
| Ministre de l'Environnement                             |           | Villu Reiljan (jusqu'au 08/10/2006) Rein Randver | ERL   |
| Ministre de la Culture                                  |           | Raivo Palmaru                                    | KE    |
| Ministre des Affaires économiques et des Communications |           | Edgar Savisaar                                   | KE    |
| Ministre de l'Agriculture                               |           | Ester Tuiksoo                                    | ERL   |
| Ministre des Finances                                   |           | Aivar Sõerd                                      | KE    |
| Ministre de la Population et des Affaires ethniques     |           | Paul-Eerik Rummo                                 | RE    |
| Ministre des Affaires régionales                        |           | Jaan Õunapuu                                     | ERL   |
| Ministre de l'Intérieur                                 |           | Kalle Laanet                                     | KE    |
| Ministre des Affaires sociales                          |           | Jaak Aab                                         | KE    |
| Ministre des Affaires étrangères                        |           | Urmas Paet                                       | RE    |